# DKW NZ 350

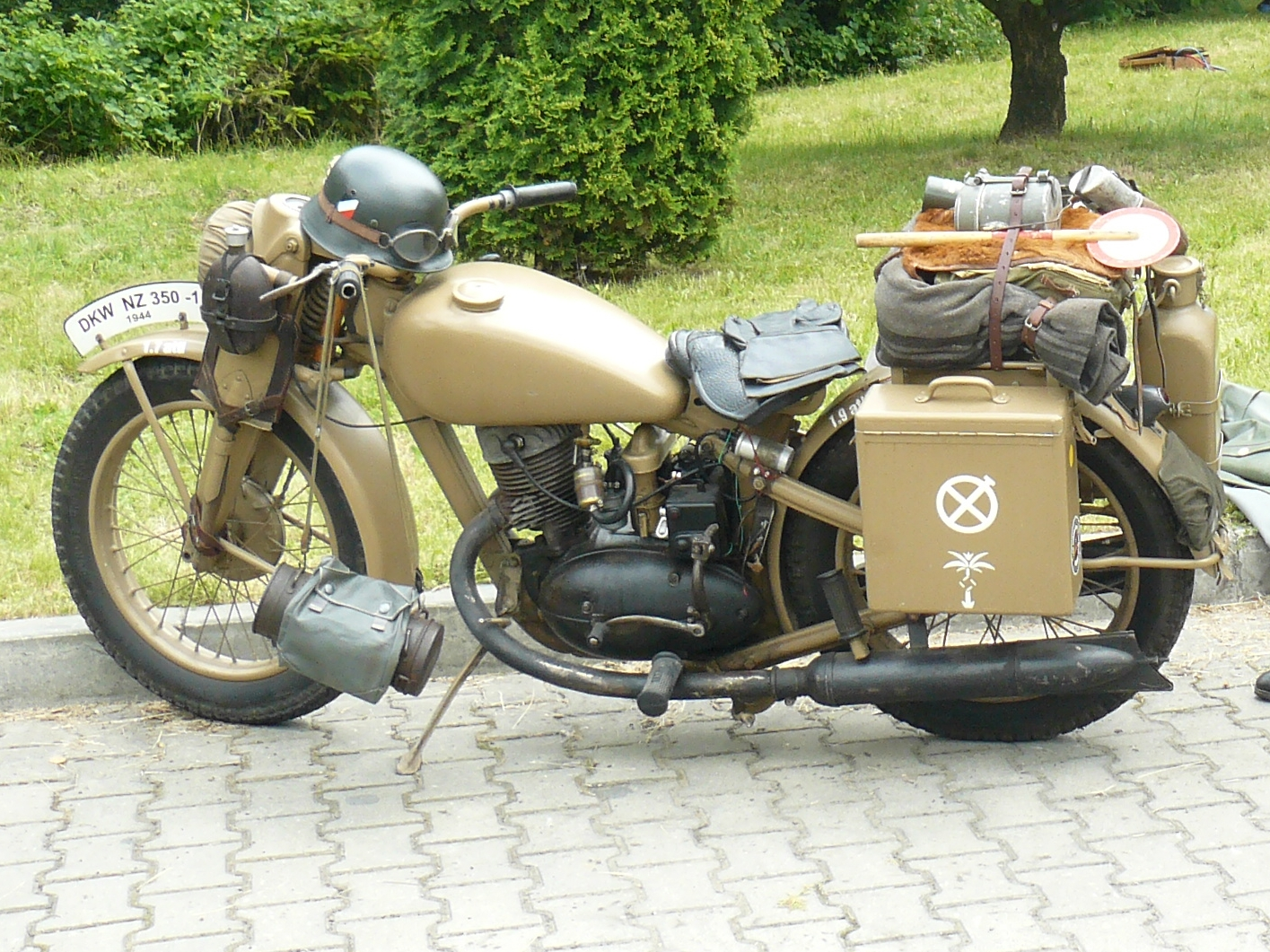
Військова версія NZ 350-1, 1944 рік

DKW NZ 350 — дорожній мотоцикл середнього класу з двотактним одноциліндровим двигуном, виробництва німецької фірми DKW. Вироблявся з 1938 по 1945 рік заводом  DKW в місті Чопау (Zschopau). Був розроблений конструктором Германом Вебером.  

## Технічні особливості
Мотоцикл DKW NZ 350 оснащувався одноциліндровим двотактним двигуном повітряного охолодження з патентованою системою продувки Шнюрле. Діаметр циліндра двигуна 72 мм, хід поршня 85 мм, робочий об'єм 346 куб. см, потужність становила 11,5 к.с.
Картер двигуна і головка циліндра відливалися з алюмінієвого сплаву, циліндр з чавуну.
Колінчастий вал збірний, пресований. Картер блочного типу, в передній частині знаходиться кривошипна камера, в задній розміщена коробка передач. Картер складається з двох половин з роз'ємом по середньої поздовжньої площини. Крутний момент від колінвалу на трансмісію передавався роликовим ланцюгом, багатодискове зчеплення і коробка передач працювали в оливовій ванні. Запуск двигуна ножним кікстартером.
Карбюратор з поплавком та голчатим клапаном, оснащено сухим сітчастим повітряним фільтром.
Коробка передач чотирьохступенева. Передачі перемикались ножним важелем, та окремим дублюючим ручним перемикачем, що містився на правій стороні бензобаку. Ножне перемикання було зручною новинкою того часу, притаманною моделям DKW патентованої конструкції Германа Вебера. Зчеплення витискалось ручним важелем на кермі, та через гнучкий трос передавало зусилля на механізм.
Мотор мав генератор постійного струму (6 В), та систему запалення з акумуляторною батареєю та розподільчою коробкою. 
Вихлопна система оснащена двома глушниками. Головка циліндра з декомпресором.
Привод на заднє колесо реалізувався роликовим ланцюгом. Розмір шин  3,25×19".
Мотоцикл мав оригінальну штамповану та зварену сталеву раму закритого типу, складної конфігурації. Ліворуч на рамі встановлено інструментальну скриньку. Передня вилка паралелограмного типу з пружиною, заднє колесо без амортизації. 
Сідло з товстої шкіри, каркас та вся конструкція оснащувалась окремими пружинами. Бокові поверхні сталевого баку були покриті алюмінієм та полірувались. Мотоцикл фарбували в чорний колір.
Для двигуна застосовувалася паливна суміш моторної оливи і бензину в співвідношення 1:25, витрата палива становила близько 3,3 літра на 100 км. Максимальна швидкість до 105 км/год., вага мотоцикла 145 кг.

## Моделі
В грудні 1937 року DKW було оголошено про виробництво нових мотоциклів серії  NZ (моделі NZ 250 та NZ 350). Після презентації на виставці в місті Кайзердам в лютому 1938 року мотоцикл поступив у продаж.
Мотоцикл NZ 350 розроблявся з пружинною підвіскою заднього колеса свічкового типу, було вироблено 1100 екземплярів, але в подальший серійний випуск така версія не була запущена. Її  було реалізовано в наступній моделі NZ 500 з двигуном 550 куб. см., випуск якої почався в 1939 році.
Модель NZ 350 з двигуном 350 куб. см., мала успіх та добре продавалась. Для мотоцикла вироблявся також легкий алюмієвий боковий причеп.
З 1941 року NZ 350 поставлявся виключно для німецького вермахту.
В 1943 році було почато виробництво військової моделі NZ 350-1. 
Мотоцикл NZ 350-1 мав незначні відмінності: для економії алюмінієвого сплаву, картер двигуна відливався із чавуну; було понижено передаточне число посиленої трансмісії, макс. швидкість до 90 км/год; щиток переднього колеса мав спрощену неглибоку форму; додано кріплення для військової амуніції.  
Було вироблено близько 12000 шт. моделі NZ 350-1, загальна кількість вироблених мотоциклів всіх модифікацій склала близько 57 300 шт.
Після закінчення Другої світової війни, місто Чопау виявилось в зоні радянської окупації. Підприємство DKW було демонтовано і як репарації вивезено в СРСР.  Герман Вебер і ряд інших працівників заводу були інтерновані і направлені в м. Іжевськ, де на основі конструкції  DKW NZ 350 було налагоджено виробництва мотоцикла Іж-350.